# Velo cubrecáliz

Cubrecáliz dispuesto sobre el cáliz antes de la Misa

El velo cubrecáliz es un trozo de tela, del mismo color y calidad que la casulla, usado en la Misa para cubrir el cáliz desde el inicio hasta el ofertorio. Suele ir complementado con la bolsa de corporales. Esta bolsa va encima del cubrecáliz hasta que ambos son retirados a la hora del ofertorio. Ambos implementos, que antiguamente eran obligatorios, hoy son opcionales, reservándose usualmente para Misas solemnes.
- Datos: Q1476582
- Multimedia: Chalice veils / Q1476582